# Bioenergie mit CO2-Abscheidung und -Speicherung
Der Begriff Bioenergie mit CO2-Abscheidung und -Speicherung (engl. bioenergy with carbon capture and storage, daher abgekürzt BECCS) bezeichnet ein Verfahren der CO2-Abscheidung und -Speicherung, bei dem Biomasse in industriellen Prozessen verwertet wird, und das dabei entstehende Kohlenstoffdioxid anschließend abgeschieden und gespeichert wird. BECCS gilt im Rahmen der Klimakrise als theoretisch notwendiges Verfahren, um in den wenig ambitionierten Szenarien noch das Zwei-Grad-Ziel aus dem Übereinkommen von Paris zu erreichen. Aufgrund einer Vielzahl von zu erwartenden Problemen in Bezug auf Flächenverbrauch, Biodiversität usw. ist in der Forschung umstritten, ob und inwiefern BECCS-Anlagen tatsächlich in der Lage sein werden, große Mengen negativer Emissionen zu realisieren.

## Wirksamkeit
Die Wirksamkeit von BECCS hängt von Annahmen bzgl. der Wahl der Biomasse, der Weiterverwendung der Biomasse und der Kompensierung fossiler Brennstoffe im Energiesystem ab. Abhängig von diesen Annahmen wird der durch BECCS aus der Atmosphäre entfernte Kohlenstoff mitunter durch Verluste aus einer davon abhängenden Landnutzungsänderung ausgeglichen. Im Falle einer Ersetzung von Ökosystemen mit hohem Kohlenstoffgehalt durch solche mit Kulturpflanzen durch BECCS könnte eine Bewaldung effizienter für die Entfernung von CO2 aus der Atmosphäre sein, als dies mit BECCS möglich wäre.

## Hintergrund
Die im Sonderbericht des Weltklimarates IPCC aus dem Jahre 2018 einbezogenen Klima-Szenarien 3 und 4 (erst späte Emissionsminderung) müssen neben der Aufforstung auch negative CO2-Emissionen durch BECCS berücksichtigten, um das 1,5-Grad-Ziel noch einhalten zu können. Die CO2-Menge, die der Atmosphäre jährlich entzogen werden könnte, wird vom Weltklimarat IPCC und von der US-amerikanischen Akademie der Wissenschaften (NAS) auf maximal fünf Milliarden Tonnen geschätzt. Dafür müsste ein Sechstel der gesamten heutigen globalen Agrarfläche umgenutzt werden.

## Vergleich mit anderen Verfahren
Mittlerweile werden elektrogeochemische Verfahren diskutiert, die bei gleichen Kosten zumindest theoretisch einmal mehr als 50-mal so schnell negative Emissionen erzeugen könnten wie BECCS. Die Erforschung solcher Verfahren steckt jedoch noch in der Anfangsphase.
Daneben existieren weitere technische Verfahren für negative Emissionen (Carbon Dioxide Removal, CDR) unterschiedlicher Entwicklungsstadien, sowie landwirtschaftliche Methoden um Klimafarming (Carbon Farming).

## Kosten
Die Kosten für BECCS wurden in einer 2016 publizierten Reviewstudie auf einen mittleren Wert von 132 US-Dollar je Tonne CO2eq für das Jahr 2100 beziffert. Damit wäre BECCS günstiger als die direkte Abscheidung von Kohlendioxid aus der Luft (DACCS) und als die künstliche Verwitterung, aber teurer als die Aufforstung bzw. Wiederaufforstung von Wäldern. Nach einer 2018 publizierten Arbeit lagen die Kosten von BECCS zu diesem Zeitpunkt um mehr als eine Größenordnung über den Kosten von gegenwärtig bereits vorhandenen Klimaschutztechnologien. Einen verstärkten Einsatz von BECCS halten die Autoren dann für möglich, wenn der CO2-Preis ein ausreichendes Niveau für einen wirtschaftlichen Einsatz von BECCS erreicht hat. Als realistischen CO2-Preis für einen solchen wirtschaftlich selbsttragenden Einsatz von BECCS nennen sie eine Preisspanne von ca. 100 bis 150 Dollar/Tonne.

## Politische Rahmenbedingungen
Im Koalitionsvertrag der Ampel verpflichtete sich die Regierung, eine Langfriststrategie für technische Negativemissionen aufzusetzen.
Für die Europäische Kommission ist im Rahmen des European Green Deal die Entfernung und Speicherung von mehr Kohlenstoff aus der Atmosphäre, den Ozeanen und den Küstenfeuchtgebieten von entscheidender Bedeutung, um die rechtsverbindliche Verpflichtung der EU, bis 2050 klimaneutral zu werden, zu erfüllen. Die Kommission nennt hierbei BECCS explizit als technische Lösung. Die EU-Kommission erklärte zugleich, dass der Einsatz von BECCS "unter vollständiger Berücksichtigung der Grenzen und Verfügbarkeit nachhaltiger Biomasse angegangen werden [muss], um eine übermäßige Nachfrage nach Biomasse für Energie zu vermeiden, die negative Auswirkungen auf Kohlenstoffsenken und -vorräte, Biodiversität und Luftqualität hätte".
Einige Autoren empfehlen, bei der Regulierung auf Basis von Stoffströmen, Landnutzung und sozioökologischen Folgen verfahrensspezifisch (BMHKW, HTC, PyCCS etc.) zu unterscheiden.